# Wilczynek
Wilczynek – wieś w Polsce położona w województwie mazowieckim, w powiecie żyrardowskim, w gminie Puszcza Mariańska.
Wieś wchodzi w skład sołectwa Biernik
| SIMC    | Nazwa       | Rodzaj    |
| ------- | ----------- | --------- |
| 0734720 | Chrząszczew | część wsi |

W latach 1975–1998 miejscowość administracyjnie należała do województwa skierniewickiego.